# هارون بن العباس
المَأْمُوْنِيُّ أَبُو مُحَمَّدٍ هَارُوْنُ بنُ العَبَّاسِ بنِ مُحَمَّد العَبَّاسِيُّ الهاشِميُّ القُرشيُّ (؟ - 573 هـ/1178م) هو أديب ومؤرخ، مُصَنِّفُ (التَّارِيْخ) عَلَى السِّنِيْنَ، وَلَهُ (شرح المَقَامَات) ، وَكِتَاب (أَخْبَار الأَوَائِل)، وَحَدَّثَ عَنْ: قَاضِي المَارستَانِ.مَاتَ: فِي ذِي الحِجَّةِ، سَنَةَ 573 هـ.

## نسبه
هو هارُون بن العبَّاس بن مُحمَّد بن أحمد بن مُحمَّد بن عبد الله المأمُون بن هارُون الرَّشيد العبَّاسيُّ الهاشِميُّ القُرشيُّ.